# Gare de Sidi Ichou
 (janvier 2023).
Si vous disposez d'ouvrages ou d'articles de référence ou si vous connaissez des sites web de qualité traitant du thème abordé ici, merci de compléter l'article en donnant les références utiles à sa vérifiabilité et en les liant à la section « Notes et références ».
La gare de Sidi Ichou est une gare Fret marocaine situé à Sidi Ichou, à 15 km au nord de Kénitra, et à proximité de la zone franche de Ouled Bourahma.